# Ulrichstein (Frankfurt am Main)

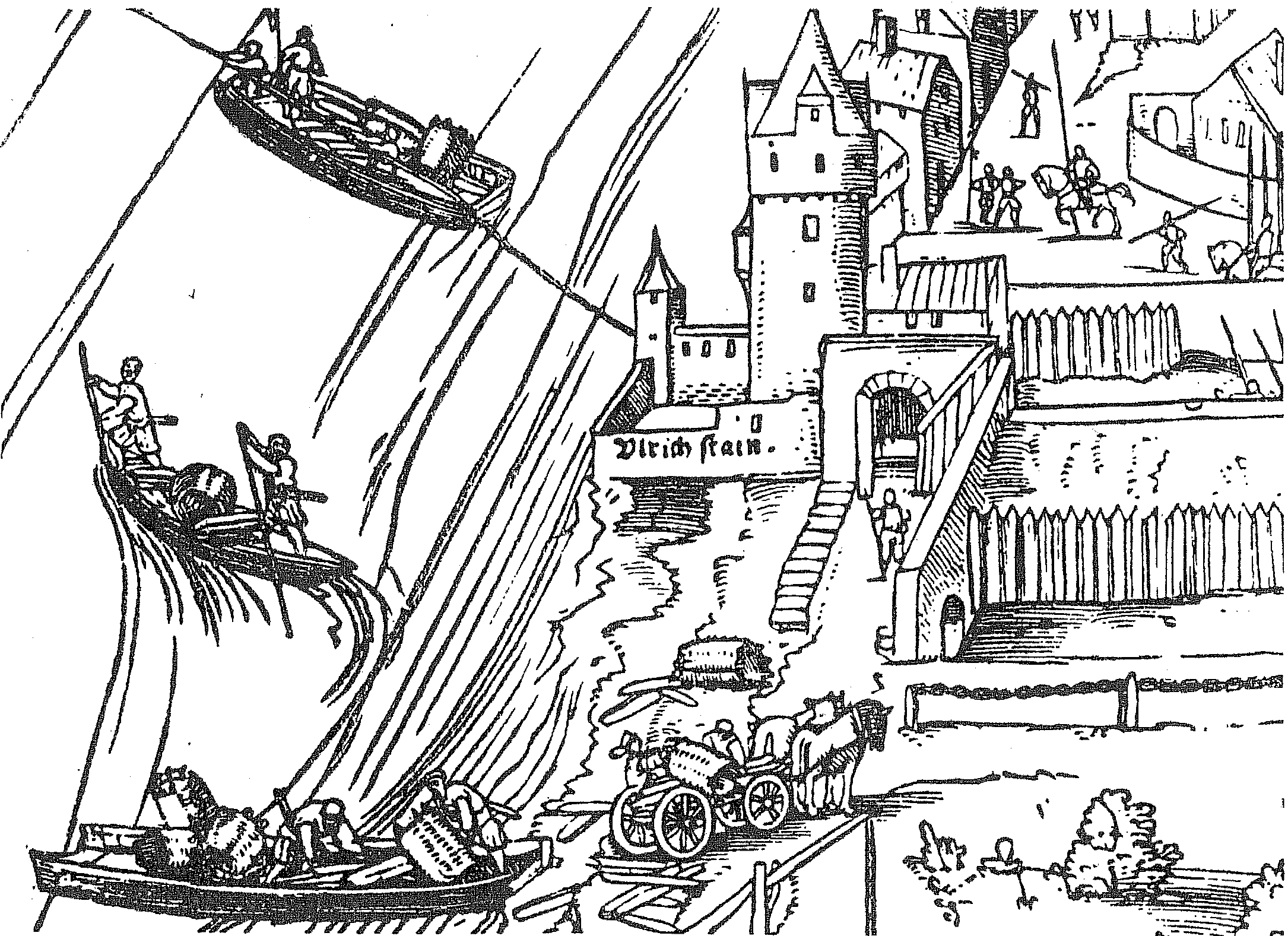
Der Ulrichstein auf einem Ausschnitte des Faberschen Belagerungsplanes von 1552

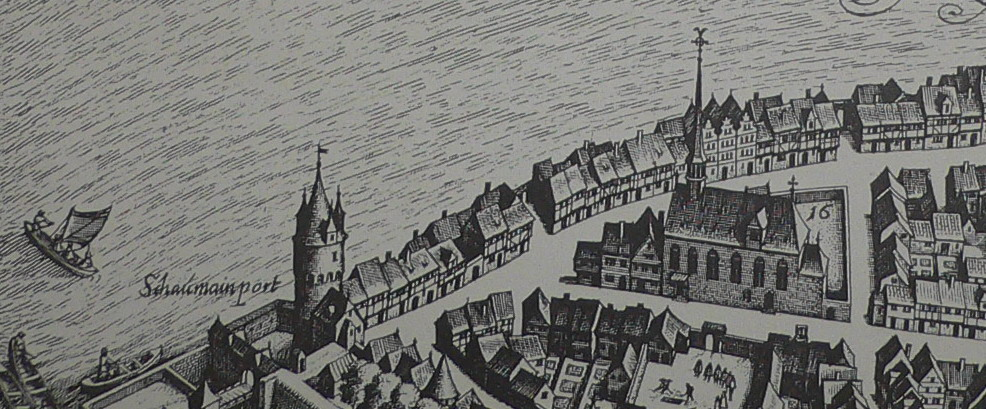
Der Ulrichstein auf dem Merian-Plan von 1628

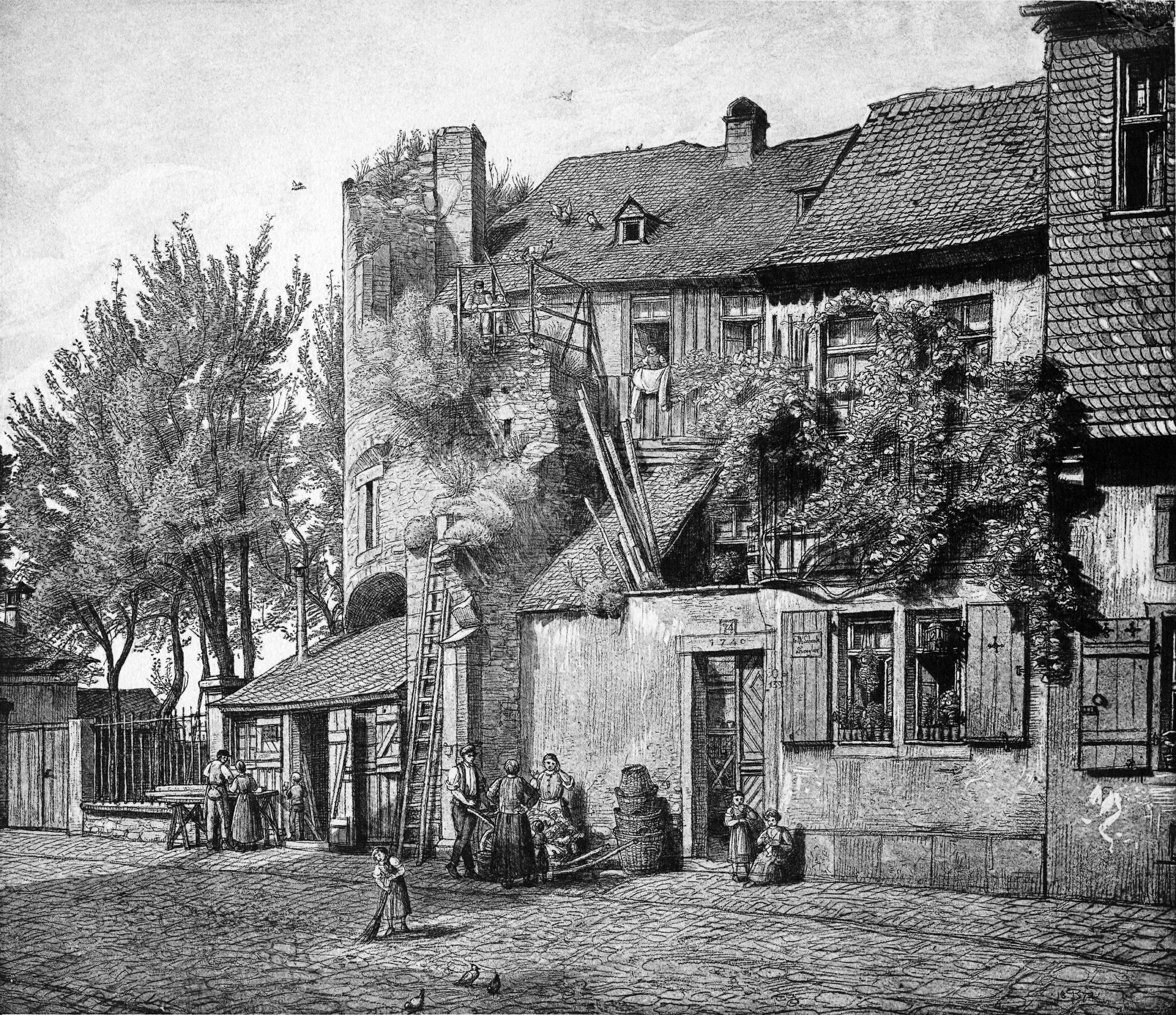
Ruine des Ulrichsteins, 1872

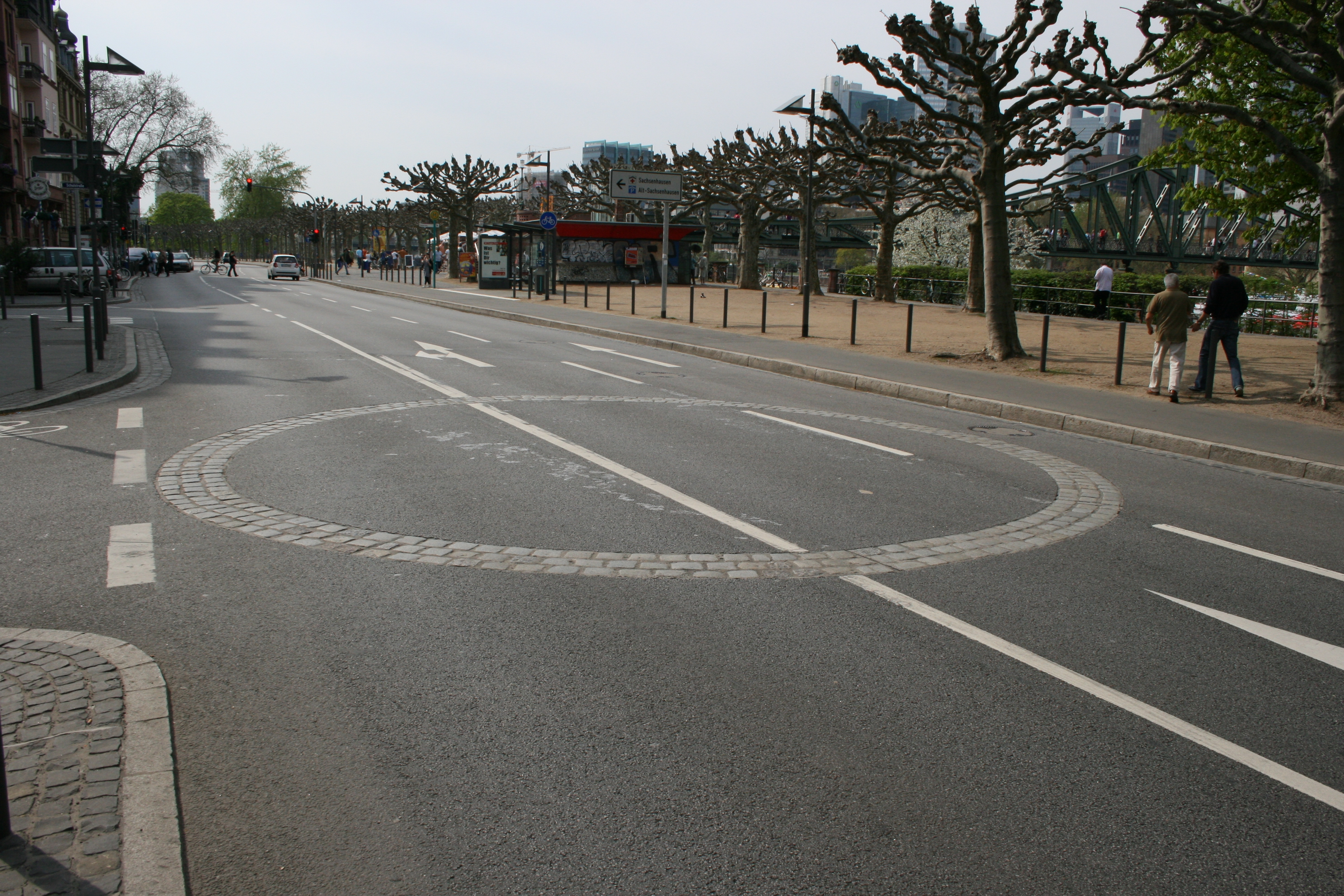
Die Lage des Ulrichsteins wird heute durch einen in das Straßenpflaster eingelassenen Steinring markiert.

Der Ulrichstein war ein Teil der Frankfurter Stadtbefestigung. Er wird erstmals 1391 im Verzeichnis der Pforten und Türme urkundlich erwähnt, befand sich also zu dieser Zeit als Teil der Sachsenhäuser Stadtmauer bereits im Besitz der Stadt.
Wahrscheinlich ließ der bis 1366 amtierende Reichsschultheiß von Frankfurt am Main, Ulrich III. von Hanau, den Turm als Zwingburg oder Zollturm zur Wahrung seiner Interessen gegen die Stadt errichten. Gelegentlich wird auch eine Erbauung durch Ulrich I. von Münzenberg (1217–1240) vermutet. Der Leitname Ulrich ist sowohl bei den Münzenbergern, als auch bei den sie beerbenden Herren und Grafen von Hanau geläufig. Nachdem Frankfurt unter Siegfried zum Paradies 1372 die Pfandrechte am Schultheißenamt abgelöst hatte und so zur Freien Reichsstadt geworden war, wird die Stadt den Ulrichstein erworben und in die Sachsenhäuser Stadtmauer eingegliedert haben.
Neben dem Ulrichstein befand sich eine kleine Pforte in der Stadtmauer. Sie führte zunächst den Namen Fischerpforte oder Mainzer Pforte. Nach der Belagerung von 1552 wurde sie zu einem für den Wagenverkehr geeigneten Tor erweitert, das die Rolle des eingegangenen Oppenheimer Tores übernahm. Seitdem führte sie den Namen Schaumainpforte oder Schaumaintor.
Im August 1635 wurde der Ulrichstein beim Abzug der schwedischen Truppen, die Frankfurt seit 1632 besetzt hatten, stark beschädigt. Die Ruine blieb jedoch erhalten, auch nach dem Abriss der Sachsenhäuser Stadtmauer und des Schaumaintores 1812. Eine neue Toranlage aus zwei kleinen klassizistischen Häusern, einem Wachlokal und einem Zollhaus, sowie einem schmiedeeisernen Gitter, kontrollierte seitdem den Zugang zur Stadt. Als nach dem Frankfurter Wachensturm vom 3. April 1833 der Bundestag die Bundesexekution gegen die Freie Stadt Frankfurt verhängte, rückten die zu Hilfe gerufenen preußischen und österreichischen Truppen aus Mainz kommend am 15. April durch das Schaumaintor in die Stadt ein.
Die Tore wurden noch bis 1864 nachts verschlossen. Mit zunehmender Ausdehnung der Stadt verloren die Wachlokale ihre Funktion. Sie wurden Ende des 19. Jahrhunderts abgerissen. Allein die Ruine des Ulrichsteins blieb als Wahrzeichen des Sachsenhäuser Ufers stehen und wurde 1897 restauriert.
In den 1920er Jahren geriet der Ulrichstein ins Visier der Stadtplaner, die nach dem Neubau der Alten Brücke den Bau eines Hochkais und einer hochwasserfreien Straße westlich der Brücke vor der Dreikönigskirche planten. Obwohl der Magistrat der Stadt und der preußische Landeskonservator sich für den Erhalt der Ruine ausgesprochen hatten, ließ das Tiefbauamt die Ruine am 10. März 1930 abreißen. Ein von Oberbürgermeister Ludwig Landmann angeordneter sofortiger Baustopp konnte daran nichts mehr ändern. Heute erinnert ein in das Straßenpflaster eingelassener Steinring an den ehemaligen Ulrichstein.